# JNN50周年記念 ハイパーバラエティウィーク
JNN50周年記念 ハイパーバラエティウィーク （ジェイ・エヌ・エヌごじっしゅうねんきねん-）は、日本のTBS系列28局ネットで2009年3月30日から4月5日までの1週間通しでゴールデンタイムで放送されたバラエティ特別番組の総称。

## 概要
JNNのネットワーク発足50周年、及びTBSの2009年春の大型番組改編に伴う新編成開始を記念して、7夜連続で大型バラエティ特番を放送した。なお、この週（3月30日 - ）から放送開始されたニュース番組『総力報道!THE NEWS』（TBSは17:50 - 19:50）編成の関係上、月曜日の番組は20:00、火曜日から金曜日の番組はすべて19:55放送開始となった（ただし、関東地区のみ19:50より開始）。
シンボルマークは、4月6日から開始した『吉崎金門海峡』のシンボルマークを流用している。
この様な大型特番の際には、内包扱いで『JNNフラッシュニュース』が途中に挟まれるが、この期間中は一切行われなかった。
なお、3月29日から3月30日にかけてドミノ倒しをやるという新番組紹介の特別番組が放送された。
7番組中、月曜日と水曜日は字幕放送対応、火曜日以外はハイビジョン制作。

## 放送番組
期間中に放送された番組は次の通り。番組制作はすべてTBS。なお、表中の視聴率は関東地区平均（ビデオリサーチ調べ。太数字は期間中最高）。
| 放送日        | 番組タイトル | 放送時間      | 視聴率 | 備考                                               |
| ------------- | --- | ------------- | ------ | -------------------------------------------------- |
| 3月30日（月） | 新時代の英雄誕生!!SASUKE2009・春                                                                                | 20:00 - 23:24 | 14.7%  | 月曜日によりフライングスタートはなし。             |
| 3月31日（火） | リンカーン生誕200年記念スペシャル豪華祭芸能界天地人決定戦                                                       | 19:55 - 23:24 | 12.8%  | 地上デジタル放送ではピラーボックス。               |
| 4月1日（水）  | ザ・ドリフターズ結成45周年記念!!8時だョ!全員集合SP                                                              | 19:55 - 23:24 | 16.3%  | 3か月ぶりの復活。                                  |
| 4月2日（木）  | 木曜初開園!関口宏の東京フレンドパークII EXILE緊急大集結 史上最大のモンスターグループ 完全制覇への野望スペシャル | 19:55 - 23:24 | 14.0%  | レギュラー放送時間を月曜18:55から木曜19:55に移動。 |
| 4月3日（金）  | 中居正広の金曜日のスマたちへ今夜は二度と見ることのできない波瀾万丈SP                                            | 19:55 - 23:24 | 17.7%  | これが初めてのハイビジョン制作。                   |
| 4月4日（土）  | オールスター感謝祭'09春 超豪華!クイズ決定版                                                                     | 18:25 - 23:48 | 16.7%  | 5時間23分の生放送。                                |
| 4月5日（日）  | 祝!国際エミー賞記念 世界が認めたTV史上最強のアトラクションに新世代到来!超巨大アドベンチャーパークDOORS 2009春   | 19:00 - 23:25 | 14.5%  | 過去最長の4時間25分。                              |

## 司会者
- 太字は当時含めTBSアナウンサー
- 月曜日「SASUKE 2009春」
  - 小笠原亘（3代目メイン実況）
  - 佐藤文康（実況）
- 火曜日「リンカーンスペシャル」
  - 松本人志（ダウンタウン）
  - 浜田雅功（ダウンタウン）
  - 小木博明（おぎやはぎ）
  - 矢作兼（おぎやはぎ）
- 水曜日「8時だヨ！全員集合」
  - 安東弘樹
  - 久保田智子
- 木曜日「関口宏の東京フレンドパークII」
  - 関口宏（支配人）
  - 渡辺正行（副支配人）
- 金曜日「中居正広の金曜日のスマたちへ」
  - 中居正広（当時SMAP）
  - 安住紳一郎
- 土曜日「オールスター感謝祭'09春」
  - 島田紳助（現在は今田耕司）
  - 島崎和歌子
  - 初田啓介
  - 駒田健吾
  - 高野貴裕
  - 青木裕子
  - 出水麻衣
  - 加藤シルビア
- 日曜日「DOORS 2009春」
  - 岡村隆史（ナインティナイン）
  - 矢部浩之（ナインティナイン）
  - 福澤朗（元日本テレビアナウンサー）